# Arthur Moulton
Arthur Wheelock Moulton (Worcester, 3 maggio 1873 – Salt Lake City, 18 agosto 1962) è stato un vescovo anglicano statunitense.

## Biografia
Si è laureato al Hobart College, dove è stato membro della confraternita Sigma Chi. Successivamente ha frequentato il Seminario Teologico Episcopale generale e la Scuola Teologica Episcopale.
È stato ordinato sacerdote della Chiesa episcopale degli Stati Uniti d'America nel 1901. Ha ricoperto il ruolo di sacerdote e rettore della chiesa di Grace Church a Lawrence dal 1900 al 1918. Nel 1909 è stato insignito di un Master of Arts honoris causa dall'Hobart College.
Durante la prima guerra mondiale ha servito come cappellano nell'artiglieria e in un ospedale di base in Francia.
Il 29 aprile 1920, è stato consacrato come vescovo dello Utah, incarico che ha ricoperto fino al suo pensionamento nel 1946.
Nel 1909 ha scritto le Memorie di Agostino H. Amory.
È morto a Salt Lake City, nello Utah, nel 1962.

### Lavoro per la pace mondiale
Nel 1946, dopo il suo pensionamento, inizia una campagna per la pace nel mondo. Nel 1951 rifiuta i 25.000 dollari del Premio Lenin per la pace dicendo riferito che "L'unica ricompensa che voglio a lavorare per la pace è la pace"